# クリスティアン・ヴェーバー
クリスティアン・ヴェーバー（Christian Weber、1883年8月25日 - 1945年5月11日）は、ドイツのナチ党員であり、古参党員として親衛隊少将にまで上った。

## 経歴
もとは酒場の用心棒であったが、エミール・モーリス、ウルリヒ・グラーフ、マックス・アマンなどと並ぶ最古参の党員で、アドルフ・ヒトラーの初期の政治的同志の一人であった。闘争の備えとしてヴェーバーは乗馬用の鞭を持ち歩いていたが、これはヒトラーが初期に行っていた習慣でもある。オットー・シュトラッサーはヴェーバーを「類人猿のような生き物」であり「ヒトラーの部下の中で最も下劣」であると非難した。シュトラッサ―は後にヴェーバーは売春宿のポン引きだったとまで主張している。
1921年後半、ナチ党がバイエルン州議会を襲撃したときも、ヴェーバーはヒトラーの側近の1人として付き従っていた。ヒトラーは州議会議長オットー・バレルシュテットを殴打し、刑務所に1か月収監された。1923年以前のある時期にヴェーバーは目を失い、特製の眼鏡をよくかけていた。
1923年のミュンヘン一揆の後には馬商人をしていたヴェーバーは、エルンスト・ハンフシュテングルからヒトラー宛の1,000ドルの債権を買い取った。ヴェーバーは、ヒトラーがこの債権を払うのだと主張したが、ヒトラーとヴェーバーの関係は親密なまま変わらず、ハンフシュテングルは後に、ヴェーバーはヒトラーの取り巻きの中で「我が闘争」の内容を冷やかすことのできる数少ない人物の一人だったと語っている。
ミュンヘンの市議会議員となり、1933年にナチ党が政権を掌握すると、ミュンヘンの事実上のボスとして振舞った。ヴェーバーは、特に中産階級を中心にミュンヘン市民の嫌われ者となり、一介の酒場の用心棒がいかにして多くのホテル、別荘、ガソリンスタンド、醸造所、さらには市内の競馬場からバス会社、果てはミュンヘン・レジデンツに自宅まで持つようになったのかが頻繁に話題に上り、腐敗の代名詞となった。これ以外に、帝国狩猟博物館やドイツ乗馬厩舎所有者協会の総裁・会長職にも就いていた。
1934年の長いナイフの夜の際には、親衛隊員として突撃隊幹部が投宿していたバート・ヴィースゼーに出向いている。ヒトラーはこれに対する個人的な報酬としてヴェーバーを親衛隊上級大佐に昇進させている。 1936年から1939年にかけて、ヴェーバーはニンフェンブルク宮殿で悪名高いカーニバル「アマゾンの夜」を催している。これは、肌色のパンティのみを身に着けた大勢のトップレスのショーガールがパレードを行うものであった。
ヴェーバーは常に自らの資産をさらに増やすことを狙っており、水晶の夜ではヘルマン・フェーゲラインを含む親衛隊員の一団を率いてプラネックに向かい、ユダヤ人貴族ルドルフ・フォン・ヒルシュ男爵の地所で略奪を働いた。この地所は最終的にヴェーバー個人の所有となった。
ヴェーバーは、ミュンヘンにおける党組織の保安を所管していたが、1939年11月8日にゲオルク・エルザーによるビュルガーブロイケラーでのナチ高官爆殺計画を阻止できなかったことで批判を受けた。それにもかかわらず、ミュンヘンにおける重要な立場は変わらなかったが、大管区指導者パウル・ギースラーとはライバル関係にあった。ヴェーバーとギースラーは1943年に市内での競馬開催の継続をめぐって衝突し、ヒトラーの元にまで持ち込まれた。ギースラーは総力戦を阻害するため禁止すべきであると主張し、ヒトラーもギースラーに原則として同意したが、古参闘士たる同志ヴェーバーを重んじて、テレージエンヴィーゼに限って開催を継続することを認めた。

## 死去
ヴェーバーはシュタルンベルク近郊でアメリカ陸軍に逮捕された後、大型トラックの荷台に乗せられて移送中の横転事故で死亡し、遺体はハイルブロンの集団墓地に埋葬された。